# نراد اسپانیایی
نَرّاد اسپانیایی درختی است منحصر به فرد از سایر گونه‌های نراد که زیستگاه اصلی آن، جنوب اسپانیا و شمال مراکش است. این درخت به عنوان «درخت میهنی اندلس» به‌شمار می‌آید.
نراد اسپانیایی یکی از مهمترین و با ارزش ترین گونه‌های نراد به‌شمار می‌آید که دیرزیستی ۳۰۰ ساله در اسپانیا دارد. از این درخت در بوستان‌ها و باغ‌ها به عنوان تک‌درخت زینتی استفاده می‌شود.
از چوب آن در تولید چوب‌های الواری، کف‌پوش ساختمان، تیرهای ساختمان و تزئین داخل منازل بهره می‌گیرند. تکثیر نراد اسپانیایی از راه کاشت بذر است.

## ویژگی‌ها
بلندای آن از ۱۸ تا ۳۰ متر می‌رسد و قطری در حدود یک متر دارد. سامانه ریشه‌ای قوی داشته و کاملاً با شرایط محیط سازگار است و در اکثر شرایط آب و هوایی قاره‌ها و تیپ‌های مختلفی از خاک رشد می‌کند.
برگ‌ها، سوزنی سفت و سخت، پیچ‌خورده و نوک تیز به صورت پرتو و برس‌دار دور تا دور شاخه‌ها را فرا می‌گیرد که سطح روی سوزن‌ها سبز مایل به آبی و خطوط استوماتی روی آن بسیار باریک است. سوزن برگ‌ها بسیار تیزند و خیلی متراکم روی ساقه می‌رویند و ظاهری شبیه برس شیشه‌شوی دارند. یرگ‌ها تا ۱۵ میلی‌متر طول دارند و سبزه تیره‌اند.
غنچه‌ها خیلی صمغی هستند. میوه‌ها عمودی و رو به بالا می‌رویند و طول آن‌ها ۱۵-۱۰ سانتیمتر است. رنگ میوه‌ها قهوه‌ای روشن است.
کم‌ترین دمای مورد تحمل آن منفی ۱۲ درجه سانتی‌گراد است.
|       |  |         |  |         |
| برگ‌ها |  | مخروط‌ها |  | مخروط‌ها |

## نگارخانه

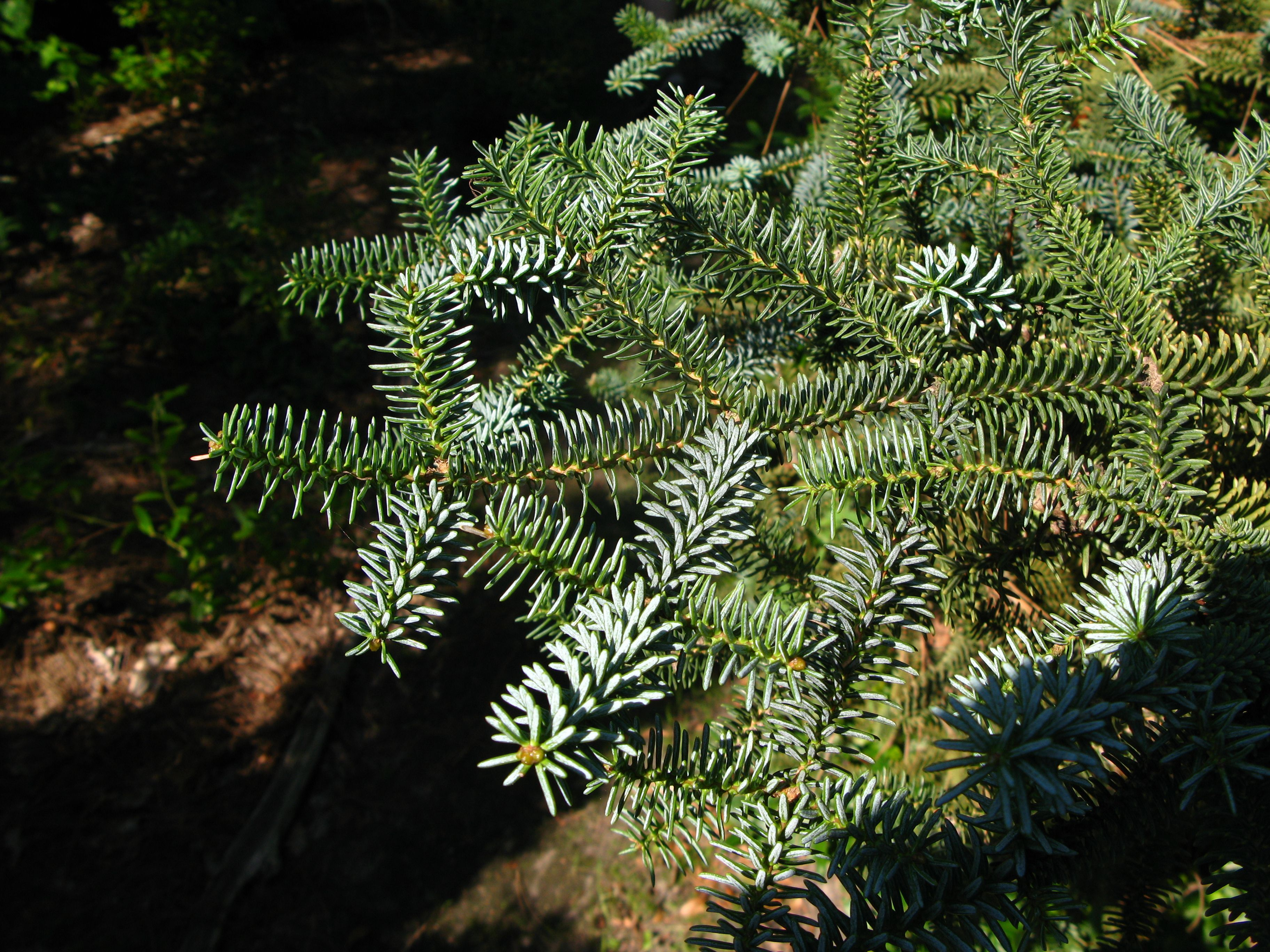
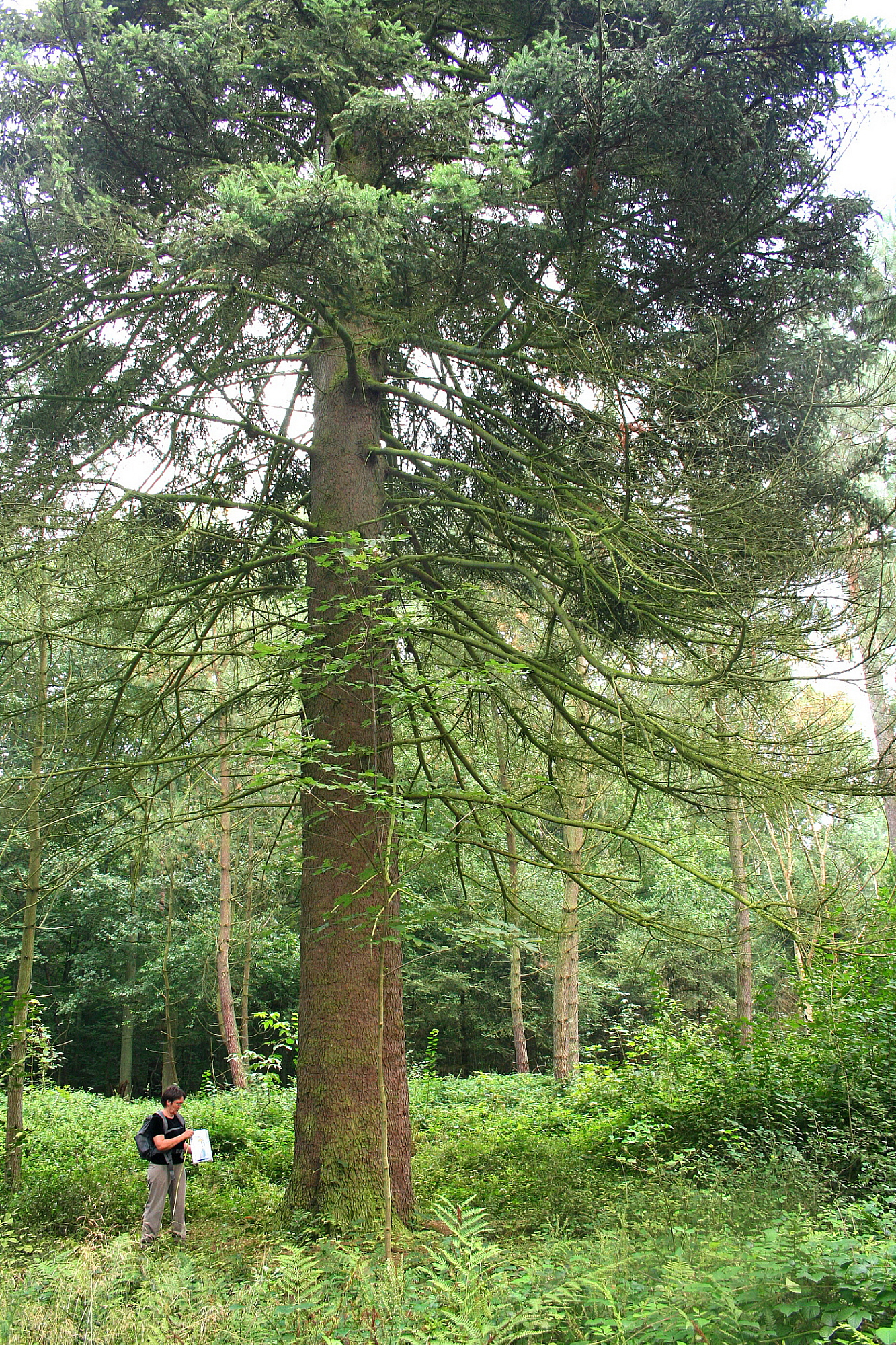